# Cartier Tank
 For alternative betydninger, se Tank. (Se også artikler, som begynder med Tank)
Tank er en linje af armbåndsure, der produceres det fransk ur- og smykkeselskab Cartier. Det blev skabt af Louis Cartier i 1917, og var inspireret af de nye kampvogne (engelsk tank) som Renault havde fremstillet, og som Cartier havde set ved vestfronten. The prototype watch was presented by Cartier to General John Pershing of the American Expeditionary Force.
Tank-modellen blev introduceret i 1918 og var i fuld produktion i 1919, hvor der blev fremstillet seks ure. Linjerne og proportionerne er meget lig dem, som findes på kampvogne fra første verdenskrig; det er både kvadratisk og rektangulær, og hornene er integreret i de vertikale sidestykker, der kaldes "brancards". Siden det blev lanceret er der blev fremstillet nye versioner af uret, inklusive Tank Louis i 1922, Tank Americaine i 1989 og Tank Francaise i 1996. De definerende egenskaber og designdetaljer ved inkluderer romertal, der er skrevet med fed, den indre ring der ligner jernbanespor, sværd-formede blå visere og kronen med safir-cabochon.
Cartier Tank er blevet et højt efterspurgt og ofte kopieret, og modellen er bl.a. blevet båret af Jackie Kennedy, prinsesse Diana og Yves Saint Laurent.

## Yderligere læsning
- Liu, Ming (september 19, 2017). "At 100, the Cartier Tank Transcends Time". The New York Times. ISSN 0362-4331.